# Liga de Voleibol Superior 2019
La Liga de Voleibol Superior 2019 si è svolta dal 1º marzo al 5 aprile 2019: al torneo hanno partecipato 4 squadre di club dominicane e la vittoria finale è andata per la prima volta al Mirador.

## Regolamento
La competizione prevede una stagione regolare composta da tre round-robin, al termine dei quali:
- La prima classificata ha acceduto direttamente alla finale play-off, al meglio dei cinque giochi.
- La seconda e la terza classificata hanno acceduto alla semifinale play-off, al meglio delle tre gare.

### Criteri di classifica
Se il risultato finale è stato di 3-0 sono stati assegnati 5 punti alla squadra vincente e 0 a quella sconfitta, se il risultato finale è stato di 3-1 sono stati assegnati 4 punti alla squadra vincente e 1 a quella sconfitta, se il risultato finale è stato di 3-2 sono stati assegnati 3 punti alla squadra vincente e 2 a quella sconfitta.
L'ordine del posizionamento in classifica è stato definito in base a:
- Numero di partite vinte;
- Punti;
- Ratio dei punti realizzati/subiti;
- Ratio dei set vinti/persi;
- Vittoria nell'ultimo scontro diretto.

## Squadre partecipanti
Alla Liga de Voleibol Superior 2019 partecipano quattro squadre di club dominicane.
| Club       | Stagione | Città         | Impianto             | Stagione precedente                  |
| ---------- | -------- | ------------- | -------------------- | ------------------------------------ |
| Caribeñas  | dettagli | Santo Domingo | Palacio del Voleibol | Campione della Repubblica Dominicana |
| Cristo Rey | dettagli | Santo Domingo | Palacio del Voleibol | 2ª in LVS                            |
| Guerreras  | dettagli | Santo Domingo | Palacio del Voleibol | 3ª in LVS                            |
| Mirador    | dettagli | Santo Domingo | Palacio del Voleibol | 4ª in LVS                            |

## Torneo

### Regular season

#### Primo round
| Prima giornata |                        |     |                                   |
|                |                        |     |                                   |
| 01-03          | Guerreras - Mirador    | 1-3 | 14-25, 15-25, 25-16, 19-25        |
| 01-03          | Caribeñas - Cristo Rey | 3-2 | 15-25, 25-22, 20-25, 25-22, 15-11 |

| Seconda giornata |                       |     |                            |
|                  |                       |     |                            |
| 03-03            | Mirador - Cristo Rey  | 0-3 | 28-30, 22-25, 23-25        |
| 03-03            | Guerreras - Caribeñas | 1-3 | 18-25, 23-25, 25-23, 14-25 |

| \| Terza giornata \| \| \| \| \| \| \| \| \| \| 05-03 \| Caribeñas - Mirador \| 2-3 \| 25-15, 20-25, 25-20, 23-25, 12-15 \| \| 05-03 \| Cristo Rey - Guerreras \| 3-1 \| 25-15, 18-25, 27-25, 25-21 \| |                        |     |                                   |
| Terza giornata |                        |     |                                   |
| |                        |     |                                   |
| 05-03 | Caribeñas - Mirador    | 2-3 | 25-15, 20-25, 25-20, 23-25, 12-15 |
| 05-03 | Cristo Rey - Guerreras | 3-1 | 25-15, 18-25, 27-25, 25-21        |

#### Secondo round
| Quarta giornata |                        |     |                            |
|                 |                        |     |                            |
| 11-03           | Guerreras - Mirador    | 0-3 | 16-25, 15-25, 21-25        |
| 11-03           | Cristo Rey - Caribeñas | 3-1 | 25-20, 21-25, 25-21, 26-24 |

| Quinta giornata |                       |     |                            |
|                 |                       |     |                            |
| 13-03           | Cristo Rey - Mirador  | 3-0 | 30-28, 25-22, 25-23        |
| 13-03           | Caribeñas - Guerreras | 3-1 | 25-18, 22-25, 25-15, 30-28 |

| \| Sesta giornata \| \| \| \| \| \| \| \| \| \| 15-03 \| Mirador - Caribeñas \| 3-1 \| 25-14, 26-24, 18-25, 30-28 \| \| 15-03 \| Guerreras - Cristo Rey \| 2-3 \| 25-20, 23-25, 20-25, 27-25, 7-15 \| |                        |     |                                  |
| Sesta giornata |                        |     |                                  |
| |                        |     |                                  |
| 15-03 | Mirador - Caribeñas    | 3-1 | 25-14, 26-24, 18-25, 30-28       |
| 15-03 | Guerreras - Cristo Rey | 2-3 | 25-20, 23-25, 20-25, 27-25, 7-15 |

#### Terzo round
| Settima giornata |                        |     |                            |
|                  |                        |     |                            |
| 17-03            | Mirador - Guerreras    | 3-0 | 25-20, 25-12, 25-18        |
| 17-03            | Caribeñas - Cristo Rey | 3-1 | 21-25, 25-16, 26-24, 25-18 |

| Ottava giornata |                       |     |                                   |
|                 |                       |     |                                   |
| 20-03           | Mirador - Cristo Rey  | 3-1 | 20-25, 25-10, 25-10, 25-21        |
| 20-03           | Guerreras - Caribeñas | 2-3 | 25-22, 19-25, 25-19, 21-25, 13-15 |

| \| Nona giornata \| \| \| \| \| \| \| \| \| \| 22-03 \| Caribeñas - Mirador \| 0-3 \| 17-25, 15-25, 15-25 \| \| 22-03 \| Cristo Rey - Guerreras \| 0-3 \| 23-25, 20-25, 19-25 \| |                        |     |                     |
| Nona giornata |                        |     |                     |
| |                        |     |                     |
| 22-03 | Caribeñas - Mirador    | 0-3 | 17-25, 15-25, 15-25 |
| 22-03 | Cristo Rey - Guerreras | 0-3 | 23-25, 20-25, 19-25 |

#### Classifica
| Pos. | Squadra    | Pt | G | V | P | SV | SP | Ratio | PF  | PS  | Ratio |
| ---- | ---------- | -- | - | - | - | -- | -- | ----- | --- | --- | ----- |
| 1.   | Mirador    | 31 | 9 | 7 | 2 | 22 | 11 | 2,000 | 782 | 670 | 1,167 |
| 2.   | Cristo Rey | 24 | 9 | 5 | 4 | 19 | 17 | 1,117 | 804 | 817 | 0,984 |
| 3.   | Caribeñas  | 22 | 9 | 5 | 4 | 19 | 19 | 1,000 | 837 | 829 | 1,009 |
| 4.   | Guerreras  | 13 | 9 | 1 | 8 | 11 | 24 | 0,458 | 709 | 816 | 0,868 |

      Ammessa in finale play-off scudetto.
      Ammesse in semifinale play-off scudetto.

### Play-off scudetto

#### Semifinali
| Gara 1 |                        |     |                            |
|        |                        |     |                            |
| 24-03  | Cristo Rey - Caribeñas | 1-3 | 23-25, 19-25, 25-19, 20-25 |

| Gara 2 |                        |     |                     |
|        |                        |     |                     |
| 27-03  | Caribeñas - Cristo Rey | 3-0 | 25-21, 25-18, 26-24 |

#### Finale
| Gara 1 |                     |     |                     |
|        |                     |     |                     |
| 31-03  | Mirador - Caribeñas | 3-0 | 28-26, 25-19, 25-20 |

| Gara 2 |                     |     |                            |
|        |                     |     |                            |
| 03-04  | Caribeñas - Mirador | 1-3 | 22-25, 25-23, 24-26, 24-26 |

| \| Gara 3 \| \| \| \| \| \| \| \| \| \| 05-04 \| Mirador - Caribeñas \| 3-0 \| 26-24, 25-14, 25-21 \| |                     |     |                     |
| Gara 3                                                                                                |                     |     |                     |
| |                     |     |                     |
| 05-04                                                                                                 | Mirador - Caribeñas | 3-0 | 26-24, 25-14, 25-21 |

## Premi individuali[2]
| Premio                 | Nome                  | Squadra    |
| ---------------------- | --------------------- | ---------- |
| MVP                    | Bethania de la Cruz   | Mirador    |
| MVP 1º round           | Erasma Moreno         | Caribeñas  |
| MVP 2º round           | Gina Mambrú           | Cristo Rey |
| MVP 3º round           | Natalia Martínez      | Mirador    |
| Miglior realizzatrice  | Erasma Moreno         | Caribeñas  |
| Miglior attaccante     | Bethania de la Cruz   | Mirador    |
| Miglior muro           | Marifranchi Rodríguez | Cristo Rey |
| Miglior servizio       | Natalia Martínez      | Mirador    |
| Miglior palleggiatrice | Yokati Pérez          | Cristo Rey |
| Miglior ricevitrice    | Yaneirys Rodríguez    | Mirador    |
| Miglior difesa         | Yaneirys Rodríguez    | Mirador    |
| Miglior libero         | Yaneirys Rodríguez    | Mirador    |
| Miglior esordiente     | Romina Cornelio       | Cristo Rey |
| Miglior allenatore     | Wagner Pacheco        | Mirador    |

## Classifica finale
| Pos | Squadra    |
| --- | ---------- |
| 1   | Mirador    |
| 2   | Caribeñas  |
| 3   | Cristo Rey |
| 4   | Guerreras  |